# Антон Костадинов
Антон (Андон) Костадинов Шарков е български революционер, деец на Вътрешната македоно-одринска революционна организация.

## Биография
Роден е през 1878 година в град Струмица, тогава в Османската империя, днес в Северна Македония. Завършва през 1900 година с петнадесетия випуск Солунската българска мъжка гимназия и става учител в град Кавадарци. Член е на Тиквешкия околийски революционен комитет. През 1901 година по време на Солунската афера е арестуван, осъден доживот и заточен в Бодрум кале. През март 1903 година получава амнистия и става учител в струмишкото село Босилово. По-късно излиза в нелегалност и е четник при Христо Чернопеев и Кръстьо Новоселски. От лятото на 1905 година е секретар в четата на Кимон Георгиев. Тежко ранен в сражение, заминава за София да се лекува. След Младотурската революция през 1908 година се легализира и учителства в Струмица. По-късно се установява в Петрич. На общо събрание от 24 януари 1926 година на  Петричкото македонско благотворително братство е избран в настоятелството му за секретар.
Умира през 1936 година в Петрич.